# Coppa di Danimarca 2019-2020 (pallavolo maschile)
La Coppa di Danimarca 2019-2020 si è svolta dal 15 novembre 2019 al 20 febbraio 2020: al torneo hanno partecipato quattordici squadre di club danesi e la vittoria finale è andata per la settima volta, la seconda consecutiva, al Gentofte.

## Regolamento
Le squadre hanno disputato ottavi di finale, quarti di finale, semifinali e finale.

## Squadre partecipanti
| - Aalborg - Amager - ASV Aarhus - ASV Aarhus II - DTU - Gentofte - Gentofte II | - Hvidovre - Ikast - Ishøj - Marienlyst - Middelfart - Nordenskov - Vestsjælland |

## Torneo

### Tabellone
|  | Ottavi di finale | Ottavi di finale |  |  | Quarti di finale | Quarti di finale |  |            | Semifinali | Semifinali |            |                 | Finale          | Finale |
|  |                  |                  |  |  |                  |                  |  |            |            |            |            |                 |                 |        |
|  | Ikast            | 0                |  |  |                  |                  |  |            |            |            |            |                 |                 |        |
|  | Ikast            | 0                |  |  |                  |                  |  |            |            |            |            |                 |                 |        |
|  | Ishøj            | 3                |  |  | Ishøj            | 0                |  |            |            |            |            |                 |                 |        |
|  | Ishøj            | 3                |  |  | Ishøj            | 0                |  |            |            |            |            |                 |                 |        |
|  | ASV Aarhus II    | 0                |  |  | Marienlyst       | 3                |  |            |            |            |            |                 |                 |        |
|  | ASV Aarhus II    | 0                |  |  | Marienlyst       | 3                |  |            |            |            |            |                 |                 |        |
|  | Marienlyst       | 3                |  |  |                  |                  |  | Marienlyst | 3          |            |            |                 |                 |        |
|  | Marienlyst       | 3                |  |  |                  |                  |  | Marienlyst | 3          |            |            |                 |                 |        |
|  |                  |                  |  |  |                  |                  |  |            | Nordenskov | 2          |            |                 |                 |        |
|  |                  |                  |  |  |                  |                  |  |            | Nordenskov | 2          |            |                 |                 |        |
|  |                  |                  |  |  | Hvidovre         | 1                |  |            |            |            |            |                 |                 |        |
|  |                  |                  |  |  |                  |                  |  |            |            |            |            |                 |                 |        |
|  | DTU              | 1                |  |  | Nordenskov       | 3                |  |            |            |            |            |                 |                 |        |
|  | DTU              | 1                |  |  |                  |                  |  |            |            |            |            |                 |                 |        |
|  | Nordenskov       | 3                |  |  |                  |                  |  |            |            |            |            | Marienlyst      | 0               |        |
|  | Nordenskov       | 3                |  |  |                  |                  |  |            |            |            |            | Marienlyst      | 0               |        |
|  | Gentofte II      | 3                |  |  |                  |                  |  |            |            |            |            |                 | Gentofte        | 3      |
|  | Gentofte II      | 3                |  |  |                  |                  |  |            |            |            |            |                 | Gentofte        | 3      |
|  | Middelfart       | 2                |  |  | Gentofte II      | 0                |  |            |            |            |            |                 |                 |        |
|  | Middelfart       | 2                |  |  |                  |                  |  |            |            |            |            |                 |                 |        |
|  |                  |                  |  |  | Gentofte         | 3                |  |            |            |            |            | Finale 3° posto | Finale 3° posto |        |
|  |                  |                  |  |  | Gentofte         | 3                |  |            |            |            |            |                 |                 |        |
|  |                  |                  |  |  |                  |                  |  | Gentofte   | 3          |            | ASV Aarhus | 1               |                 |        |
|  |                  |                  |  |  |                  |                  |  | Gentofte   | 3          |            | ASV Aarhus | 1               |                 |        |
|  | ASV Aarhus       | 3                |  |  |                  |                  |  |            | ASV Aarhus | 0          |            |                 | Nordenskov      | 3      |
|  | ASV Aarhus       | 3                |  |  |                  |                  |  |            | ASV Aarhus | 0          |            |                 | Nordenskov      | 3      |
|  | Amager           | 1                |  |  | ASV Aarhus       | 3                |  |            |            |            |            |                 |                 |        |
|  | Amager           | 1                |  |  | ASV Aarhus       | 3                |  |            |            |            |            |                 |                 |        |
|  | Vestsjælland     | 1                |  |  | Aalborg          | 1                |  |            |            |            |            |                 |                 |        |
|  | Vestsjælland     | 1                |  |  | Aalborg          | 1                |  |            |            |            |            |                 |                 |        |
|  | Aalborg          | 3                |  |  |                  |                  |  |            |            |            |            |                 |                 |        |
|  | Aalborg          | 3                |  |  |                  |                  |  |            |            |            |            |                 |                 |        |

### Risultati

#### Ottavi di finale
| 15 novembre 2019 Kildeskovshal 1, Gentofte Durata: 1h:47 - Spettatori: 240           | Gentofte II   | 3 - 2 | Middelfart | 16-25, 25-19, 25-23, 16-25, 15-9 |
| 16 novembre 2019 Engelsborghallen, Lyngby-Taarbæk Durata: 1h:28 - Spettatori: ?      | DTU           | 1 - 3 | Nordenskov | 25-23, 15-25, 14-25, 21-25       |
| 16 novembre 2019 Århus Gl. Stadionhal, Aarhus Durata: 1h:49 - Spettatori: 123        | ASV Aarhus    | 3 - 1 | Amager     | 25-20, 26-24, 29-31, 25-21       |
| 19 novembre 2019 Århus Gl. Stadionhal, Aarhus Durata: 0h:59 - Spettatori: 75         | ASV Aarhus II | 0 - 3 | Marienlyst | 17-25, 21-25, 13-25              |
| 23 novembre 2019 Hyldgårdsskolens Hal B, Ikast-Brande Durata: 1h:00 - Spettatori: 78 | Ikast         | 0 - 3 | Ishøj      | 17-25, 20-25, 10-25              |
| 24 novembre 2019 Korsørhallen, Slagelse Durata: 2h:22 - Spettatori: 180              | Vestsjælland  | 1 - 3 | Aalborg    | 24-26, 28-26, 24-26, 24-26       |

#### Quarti di finale
| 23 gennaio 2020 Kildeskovshal 1, Gentofte Durata: 1h:05 - Spettatori: 225      | Gentofte II | 0 - 3 | Gentofte   | 20-25, 17-25, 13-25        |
| 23 gennaio 2020 Århus Gl. Stadionhal, Aarhus Durata: 1h:32 - Spettatori: 180   | ASV Aarhus  | 3 - 1 | Aalborg    | 24-26, 25-20, 25-23, 25-19 |
| 25 gennaio 2020 Frihedens Idrætscenter, Hvidovre Durata: 1h:30 - Spettatori: ? | Hvidovre    | 1 - 3 | Nordenskov | 19-25, 25-17, 22-25, 21-25 |
| 26 gennaio 2020 Ishøj Idrætscenter, Ishøj Durata: 1h:06 - Spettatori: 60       | Ishøj       | 0 - 3 | Marienlyst | 15-25, 20-25, 22-25        |

#### Semifinali
| 21 febbraio 2020 Ceres Park hal 1, Aarhus Durata: 1h:41 - Spettatori: 250 | Marienlyst | 3 - 2 | Nordenskov | 25-21, 25-22, 26-28, 13-25, 15-10 |
| 21 febbraio 2020 Ceres Park hal 1, Aarhus Durata: 1h:04 - Spettatori: 575 | Gentofte   | 3 - 0 | ASV Aarhus | 25-19, 25-19, 25-12               |

#### Finale 3º posto
| 22 febbraio 2020 Ceres Park hal 1, Aarhus Durata: 1h:46 - Spettatori: 240 | ASV Aarhus | 1 - 3 | Nordenskov | 22-25, 19-25, 25-22, 27-29 |

#### Finale
| 22 febbraio 2020 Ceres Park hal 1, Aarhus Durata: 1h:09 - Spettatori: 700 | Marienlyst | 0 - 3 | Gentofte | 18-25, 22-25, 17-25 |

## Statistiche
| Rendimento individuale | Rendimento individuale | Rendimento individuale | Rendimento individuale |
| Pos.                   | Nome                   | Punti                  | Squadra                |
| ---------------------- | ---------------------- | ---------------------- | ---------------------- |
| 1                      | Tom Heptinstall        | 57                     | Nordenskov             |
| 2                      | Malachi Murch          | 53                     | Nordenskov             |
| 3                      | William Craft          | 50                     | Nordenskov             |
| 4                      | Jacob Brinck           | 49                     | Marienlyst             |
| 5                      | Mads Møllgaard         | 46                     | Gentofte               |
| 5                      | Niklas Riis            | 46                     | ASV Aarhus             |

| Attacchi vincenti | Attacchi vincenti | Attacchi vincenti | Attacchi vincenti |
| Pos.              | Nome              | Punti             | Squadra           |
| ----------------- | ----------------- | ----------------- | ----------------- |
| 1                 | Jacob Brinck      | 45                | Marienlyst        |
| 1                 | Tom Heptinstall   | 45                | Nordenskov        |
| 3                 | Malachi Murch     | 42                | Nordenskov        |
| 3                 | Mads Møllgaard    | 42                | Gentofte          |
| 5                 | Niklas Riis       | 40                | ASV Aarhus        |

| Muri vincenti | Muri vincenti      | Muri vincenti | Muri vincenti |
| Pos.          | Nome               | Punti         | Squadra       |
| ------------- | ------------------ | ------------- | ------------- |
| 1             | Nicolai Houmann    | 13            | Gentofte      |
| 2             | Niels Friis        | 7             | ASV Aarhus    |
| 2             | Søren Gregersen    | 7             | Nordenskov    |
| 2             | Malachi Murch      | 7             | Nordenskov    |
| 2             | Martijn Van der Aa | 7             | Marienlyst    |

| Battute vincenti | Battute vincenti | Battute vincenti | Battute vincenti |
| Pos.             | Nome             | Punti            | Squadra          |
| ---------------- | ---------------- | ---------------- | ---------------- |
| 1                | Tom Heptinstall  | 9                | Nordenskov       |
| 2                | William Craft    | 8                | Nordenskov       |
| 3                | Tobias Kjær      | 5                | Gentofte         |
| 4                | Kristoffer Abell | 4                | Marienlyst       |
| 4                | Niels Friis      | 4                | ASV Aarhus       |
| 4                | Malachi Murch    | 4                | Nordenskov       |